# Anina (stacja kolejowa)
Anina (rum: Gara Anina) – stacja kolejowa w Anina, w Okręgu Caraș-Severin, w Rumunii. Stacja jest obsługiwana przez pociągi CFR Călători. Stacja końcowa na lokalnej linii kolejowej Oravița – Anina.
Budynek dworca jest obiektem zabytkowym.

## Linie kolejowe
- Linia Oravița – Anina